# Meatîn, Mlîniv
Meatîn (în ucraineană М'ятин) este un sat în comuna Horupan din raionul Mlîniv, regiunea Rivne, Ucraina.

## Demografie
Componența lingvistică a localității Meatîn
     Ucraineană (100%)
Conform recensământului din 2001, toată populația localității Meatîn era vorbitoare de ucraineană (100%).